# Västertorps gymnasium
Västertorps gymnasium belägen i kvarteret Isprinsessan vid Skridskovägen 9 (nuvarande 9E) i Västertorp i sydvästra Stockholm var under åren 1957–1984 en gymnasieskola. År 2007 ombyggdes skolans lokaler till bostäder.

## Skolan
Skolan hade före 1966 ett försöksgymnasium samt försöksskola, enhetsskola och grundskola (årskurs 7-9 1959–1969).
Under åren 1957–1966/67 fanns här försöksgymnasiet som kommunaliserades 1966 och kallades då Västertorps läroverk. 1967–1984 var benämningen Västertorps gymnasium. 1968–1974 hade Västertorps gymnasium (i väntan på Skärholmens gymnasiums färdigställande) även en filial i Bredängsskolan i Bredäng. 1966/67-1970/71 fanns i Västertorps gymnasium även 2-årig fackskola, som därefter och fram till 1983/84 ändrades till en 2-årig gymnasieform. Efter 1984 har det i stadsdelen Västertorp endast bedrivits gymnasieutbildning i form av vuxengymnasial utbildning vid Västertorpsskolan. Studentexamen gavs från 1961 till 1968.

## Byggnaden
Skolan byggdes under åren 1958-60 och arkitekt var Curt Laudon. Skolan låg/byggnaden ligger i norra Västertorp nära Hägerstensåsen tunnelbanestations södra entré. Inför byggandet av Stålforsskolan i Eskilstuna, gjorde en kommitté en studieresa till bland annat Västertorps försöksgymnasium, vilket kan tyda på att byggnaden då bedömdes vara intressant. 1966–1967 tillkom även intilliggande Västertorpshallen med idrottshall och bassängbad, ritad av samma arkitekt som skolan.

## Annan verksamhet i lokalerna
Från 1977 fanns även vårdutbildning under Stockholms läns landsting i lokalerna. Senare har det även funnits Svenska för invandrare (SFI)-verksamhet (skola) i lokalerna. 1988–1996 fanns bland annat Stockholms socialförvaltnings arkiv med Socialregistret i lokalerna, från 1997 Stadsdelskontoret för Hägerstens stadsdelsnämnd, samt till 2003 Enheten för personalinformation och aktualisering (PIA-gruppen) med arkiv för ännu ej arkivmogna personalhandlingar. År 2007 blev skollokalerna ombyggda till lägenheter efter ritningar av WAK arkitekter.

## Bilder

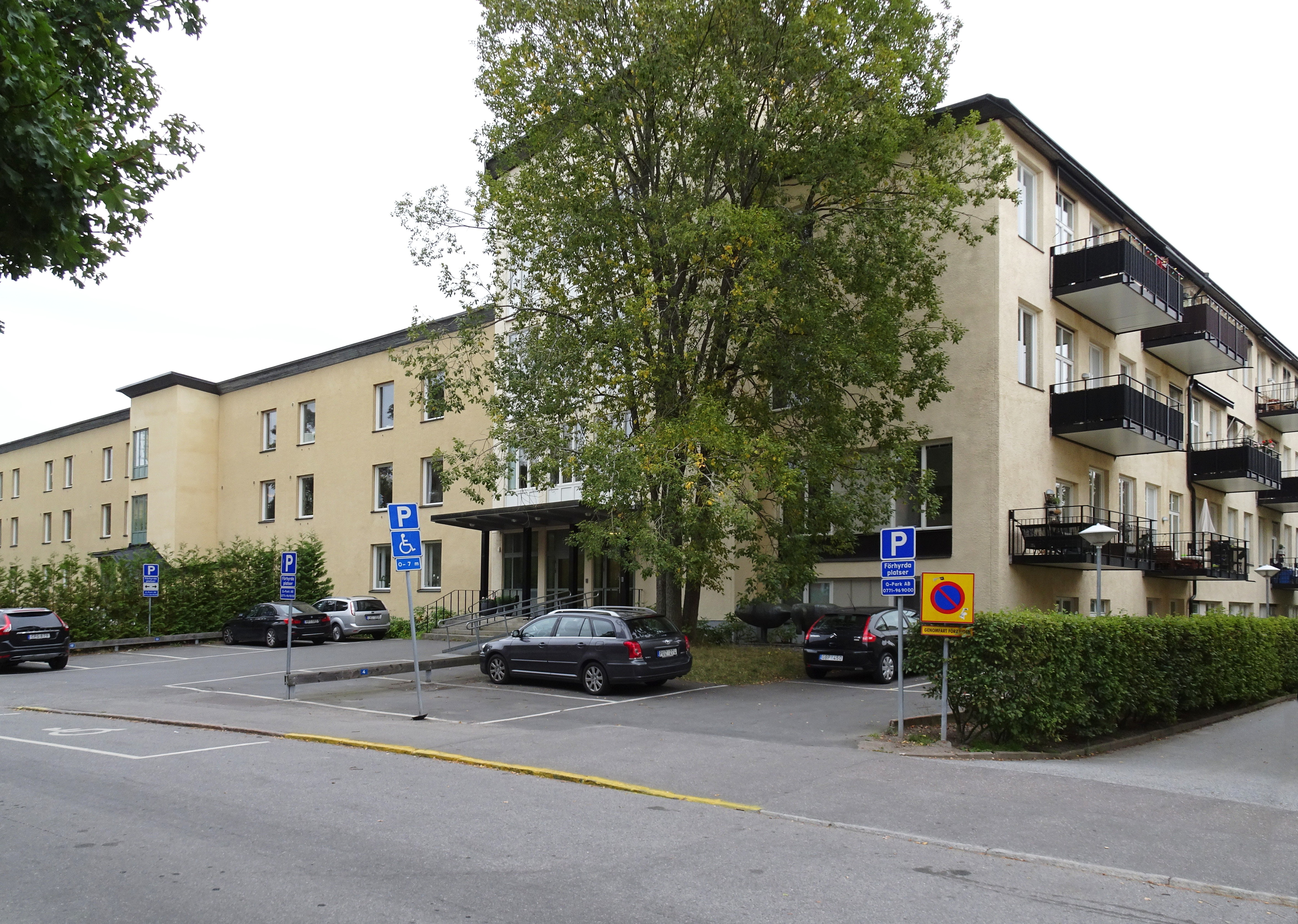
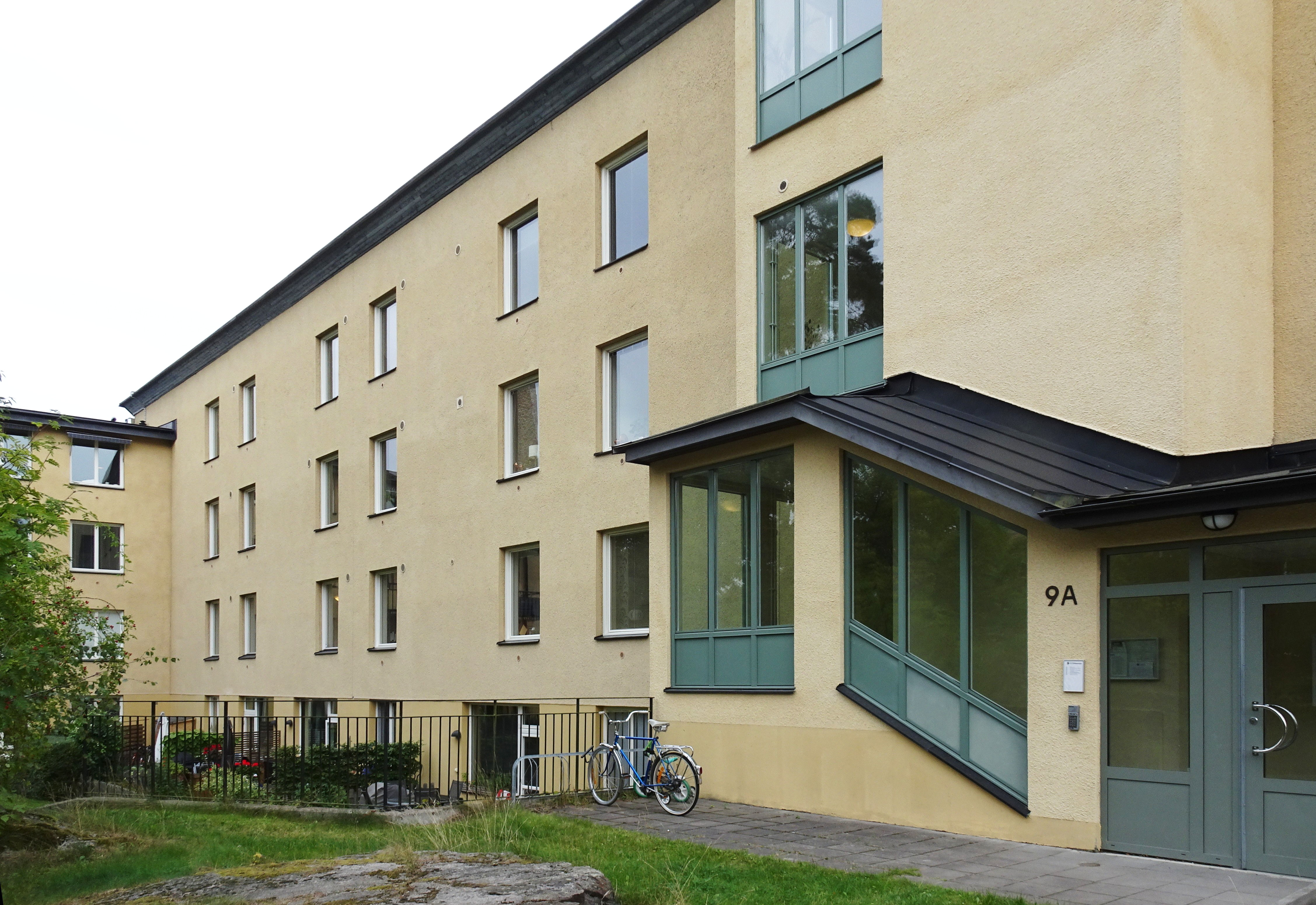
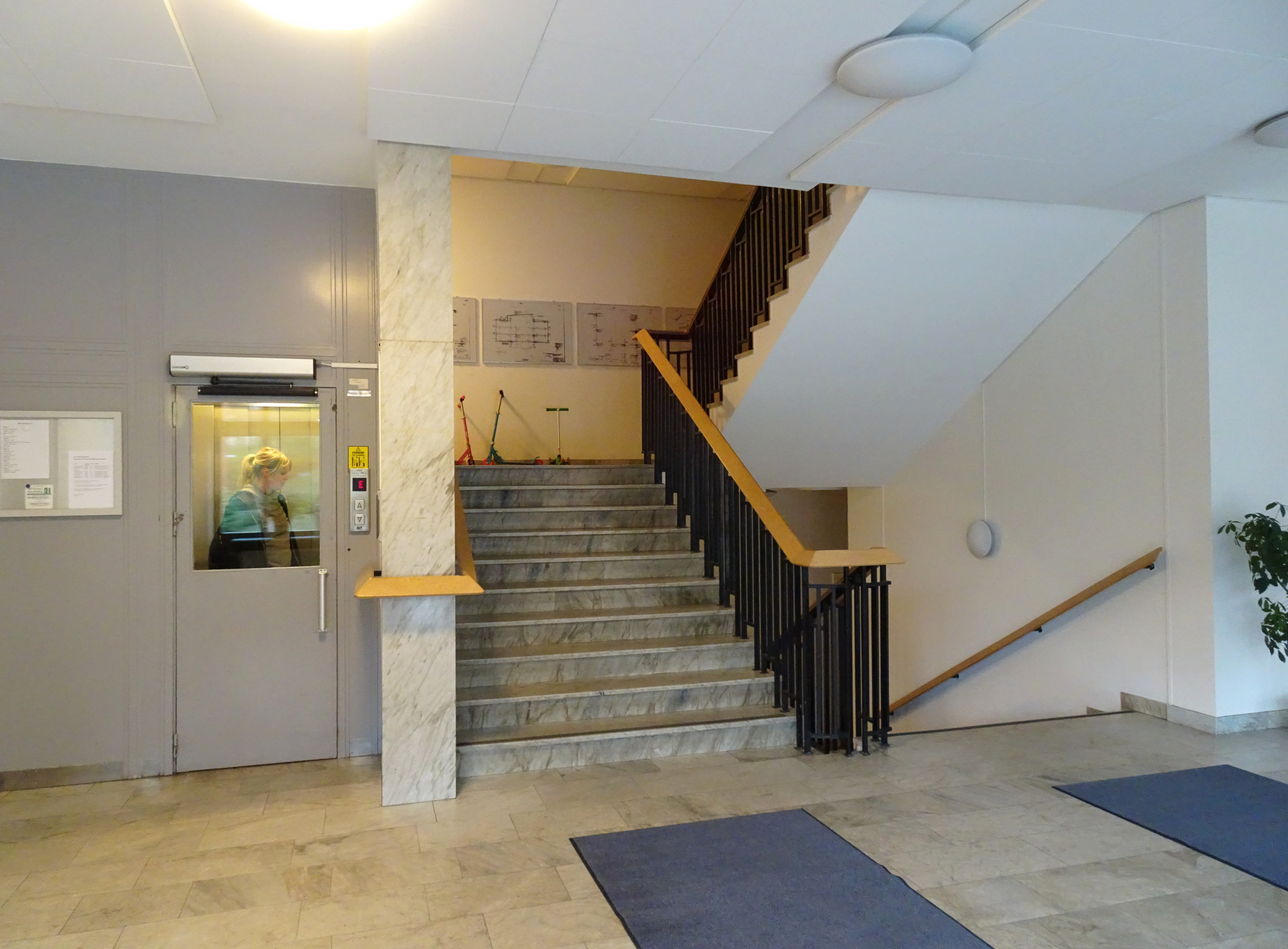
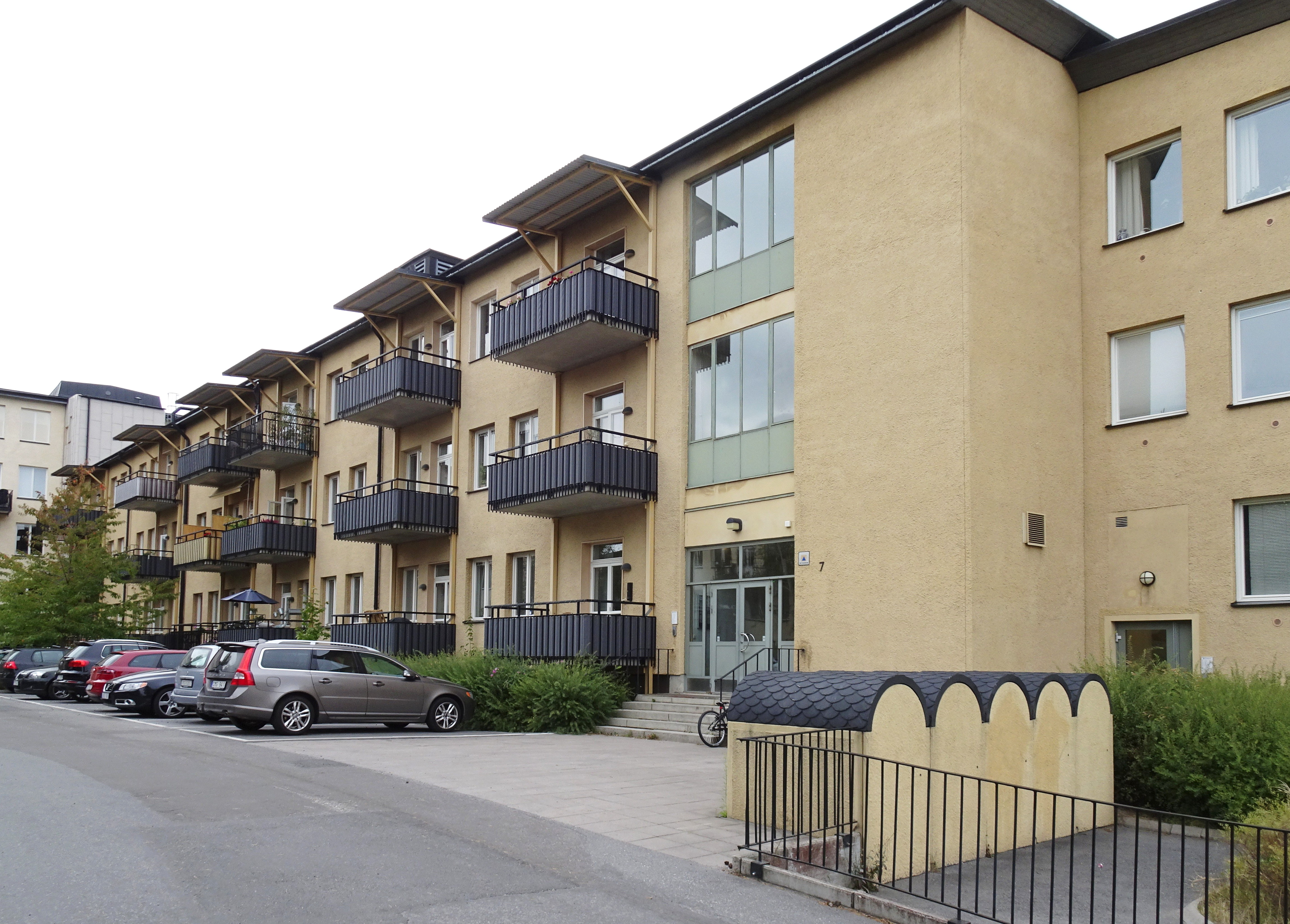